# 吹谷しのぶ
吹谷 しのぶ（ふきや しのぶ、1976年9月28日 - ）は、日本のフリーアナウンサー。ぐっどもーにんぐ所属。

## 来歴
出生地は青森県八戸市で、1歳半になるまで住んでいた。その後、山形県山形市と宮城県仙台市を経て、5歳のときから宮城県多賀城市に住む。多賀城市に住んでいた期間が長く、公式プロフィールでは同市が出身地となっている。
宮城学院女子大学を卒業後、日本道路交通情報センター仙台センターに入社。エフエム仙台 (Date fm) 向けの道路交通情報のほか、NHK仙台放送局の『ウィークエンド東北』で東北地方の交通情報を伝えていた。
日本道路交通情報センターを退社後、2005年6月1日付でエフエム青森のアナウンサーとなる。同局ではワイド番組のパーソナリティ、企画・選曲、取材・編集、CM制作、中継リポーターとオールラウンドに活動していた。
2008年5月にエフエム青森を退社。フリーアナウンサーに転向し、宮城県を拠点に活動している。

## 担当番組

### エフエム青森
- さくら野スタイル（『Open Sesame!』『SOMETHING』内で放送のローカル差し替え番組）
- FMオープンテラス Cafe Marble - 木曜パーソナリティ
- 情報ぱれっと
- IT'S MY RADIO!
- フライデー・ゴーズ・オン〜FMわくわくワイド〜
- 楠美清の失敗しない青森の家づくり
- 大塚製薬 presents エンジョイ・ソイジョイ

### フリー転向後
- 河北新報ニュース（東北放送） - 金曜夜から土曜朝まで宿直で担当
- Passage （Date fm、2009年4月6日 - 2009年9月29日） - 月曜・火曜パーソナリティ